# Чилийская академия языка
Чилийская академия языка (исп. Academia Chilena de la Lengua) — научное учреждение Чили, объединяющее группу учёных и экспертов в области испанского языка. Входит в состав Ассоциации академий испанского языка и является одним из учреждений Института Чили (фактически — национальной Академии наук).
Создана в Сантьяго 5 июня 1885 года группой чилийских интеллектуалов во главе с писателем и политиком Хосе Викторино Ластарриа. Первоначально в состав Академии входило 18 членов, назначаемых Испанской королевской академией. В настоящее время в состав Академии входит 36 действительных членов (академиков), члены-корреспонденты в регионах Чили и за рубежом, а также четыре почетных члена.

## Награды
Ежегодно Академия присуждает четыре награды:
- Premio Academia — автору лучшего литературного произведения, опубликованного в Чили;
- Premio Alejandro Silva de la Fuente — журналисту за искусное владение испанским языком в своих публикациях;
- Premio Alonso de Ercilla — лицу или учреждению, которое внесло большой вклад в изучение и распространение чилийской литературы;
- Premio Doctor Rodolfo Oroz — авторы научных исследований в сфере лингвистики.

## Издания
Академия издаёт следующие периодические издания:
- Бюллетень Академии языка (исп. Boletín de la Academia de la Lengua), с 1915 года;
- Словарь чилийского диалекта испанского языка (исп. Diccionario del Habla Chilena), с 1976 года;
- Cuadernos del Centenario с 1985 года;
- Идиоматические примечания (исп. Notas Idiomáticas) с 1996 года, ежеквартальный информационного бюллетеня, совместно с представительством ЮНЕСКО в Чили.

## Руководители
- Хосе Викторино Ластарриа, 1885—1888
- Архиепископ Кресченте Эрасурис, 1914—1931
- Мигель Луис Амунатеги Рейес, 1931—1949
- Алехандро Сильва де ла Фуэнте, 1949—1952
- Рикардо Давила Сильва, 1952—1959
- Родольфо Орос, 1959—1980
- Алехандро Гарретон Сильва, 1980
- Роке Эстебан Скарпа, 1980—1995
- Альфредо Матус Оливьер, 1995 — настоящее время[2].